# أنديرس بلوم
أنديرس بلوم (بالدنماركية: Anders Blume) هو معلق رياضي دنماركي، ولد في 7 ديسمبر 1985 في الدنمارك في مملكة الدنمارك.